# Parque nacional de West Lunga
El Parque nacional West Lunga o de Lunga occidental es un refugio remoto de vida silvestre en un denso bosque en la Provincia Noroccidental de Zambia . Se encuentra entre el río West Lunga y el río Kabompo, a unos 10 km al norte del camino de grava de Solwezi a Kabompo, y cubre alrededor de 1700 km². Posee numerosos rápidos, cascadas, cuevas calcáreas, ríos subterráneos, la garganta de Kapombo, un lago sumergido y la fuente del río Zambeze.

## Características

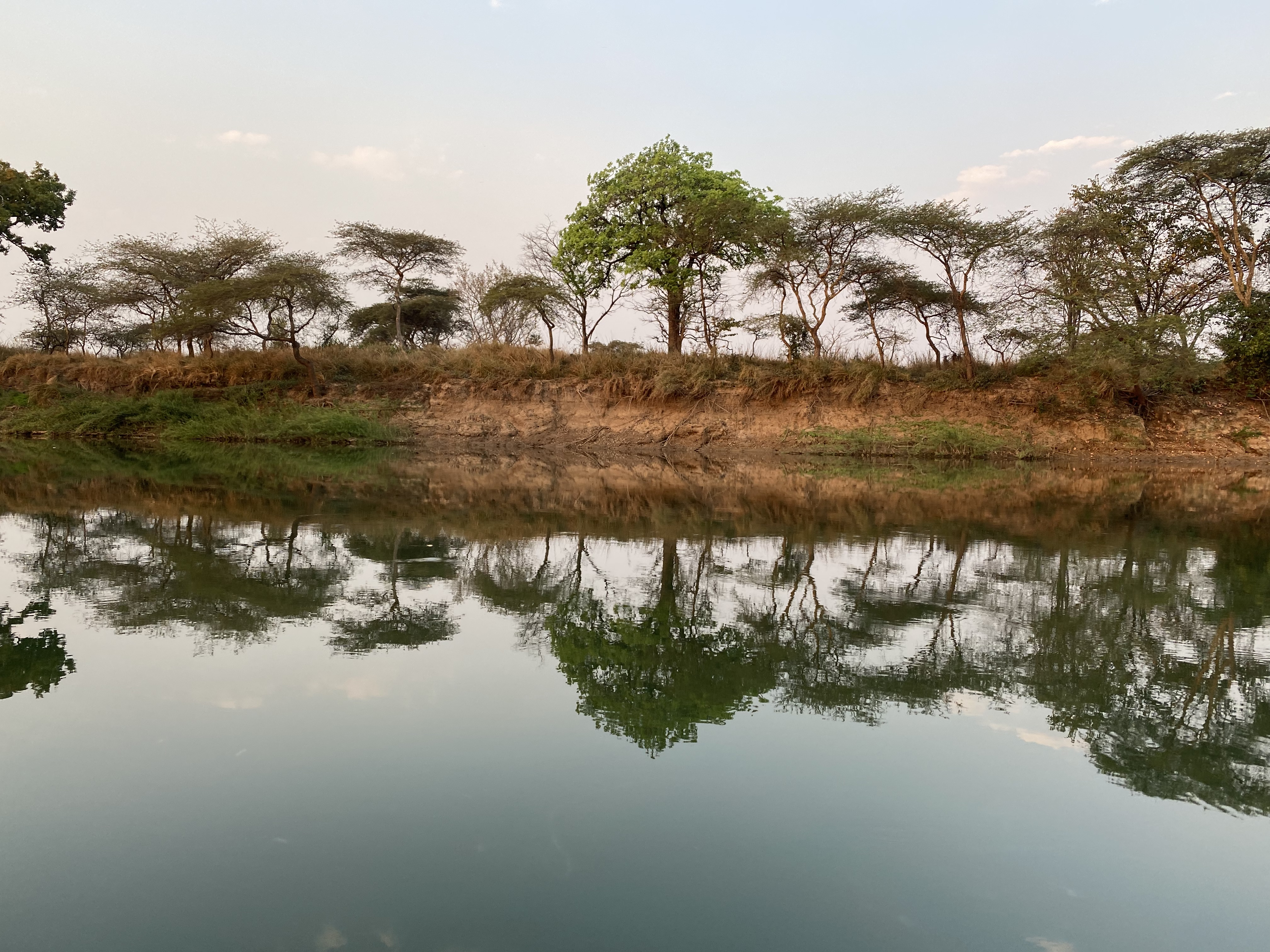
Bosque en la ribera de río Kabompo, en el parque nacional de West Lunga

El parque nacional es el único en Zambia cubierto por bosque, categorizado en la pequeña ecorregión de bosque seco del Zambeze , caracterizado por el dominio de la especie mavunda Cryptosepalum exfoliatum pseudotaxus (de la subfamilia Caesalpinioideae), que crece en un suelo pobre y arenoso. Existe solo en unos pocos parches en el suroeste de la provincia que se extiende un poco más allá de la frontera con Angola. Los árboles Cryptosepalum (llamados "mukwe" localmente) son de hoja perenne y crecen densamente con un dosel cerrado a unos 25 m de altura. La ecorregión forma el bosque siempre verde más grande de África fuera de la zona ecuatorial. Aunque la pluviometría en la zona es bastante elevada (superior a los 1.000 mm por año) los suelos son arenosos y bien drenados, por lo que aparte de los ríos hay escasez de agua superficial. También existen en el parque algunos parches de bosques y pastizales de miombo .
El parque es el menos visitado de Zambia, carece de administración, instalaciones y caminos. No hay alojamiento ni pueblos cercanos, los visitantes deben ser completamente autosuficientes.. Se llega por un camino de tierra desde la carretera principal hasta la puerta del parque y la base en Jivundu en su suroeste. La falta de agua y la espesura del bosque han mantenido baja la población humana en la región y, a pesar de la caza furtiva y la ausencia de protección, se cree que el bosque sigue siendo bastante rico en vida silvestre. 

## Fauna
En el bosque, viven mamíferos pequeños, como el duiker y los facoceros, pero también se han visto puku, hipopótamos, cocodrilos del Nilo, monos verdes y babuinos amarillos . Los guardias de caza dicen que hay búfalos, antílopes ruanos, antílopes sables, antílopes de Liechtenstein, impalas, elands y elefantes .

#### Aves
El parque es famoso entre los ornitólogos por la controversia debida a la presencia de un pájaro endémico, el barbudo de pecho blanco, pero su único avistamiento fue en 1964 y se cree que pudo ser un individuo distinto de barbudito culigualdo. Más allá, se encuentra el martín pescador cobalto en las riberas, ave sol africano y numerosas golondrinas negras. También abundan el turaco unicolor y sus variantes Schalow y Lady Ross, además del bubú verde, la pintada moñuda, el oruguero purpúreo, el batis de Boulton y el drongo occidental.